# Torpedovorhaltrechner

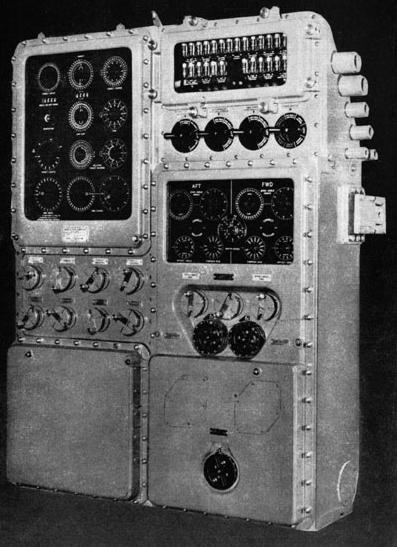
Der Torpedo Data Computer (TDC) Mk III war bis 1943 der gebräuchlichste Torpedovorhaltrechner der US Navy.

Torpedovorhaltrechner (kurz TVh-Re und umgangssprachlich auch Torpedovorhalterechner, englisch Torpedo Data Computer (TDC)) dienen auf U-Booten und anderen Kriegsschiffen dazu, die Kursberechnungen durchzuführen, die nötig sind, um Torpedos unter Berücksichtigung der festgestellten Eingangsdaten abschießen zu können.
Dieser Artikel erläutert hauptsächlich den deutschen Torpedovorhaltrechner bis zum Ende des Zweiten Weltkriegs. Ein Torpedovorhaltrechner wurde aber bei U-Booten auch in anderen, internationalen Marinen eingesetzt.

## Geschichte

Vorhaltwinkel (hier θ_{Deflection},)
θ_{Bow} = Lage(n)winkel
θ_{Intercept} = Schneidungswinkel

### Vorhaltwinkel
Um z. B. mit einem ungelenkten Torpedo, einem sogenannten Geradeausläufer, ein „Ziel“ zu treffen, z. B. ein fahrendes feindliches Handels- oder Kriegsschiff, ist es erforderlich, auf einen Punkt zu zielen, der vor dem Objekt liegt. Dies kennt man beispielsweise von der Entenjagd, bei der ein Jäger seine Flinte vorhält, also auf einen Punkt vor der fliegenden Ente zielt, damit das Projektil beim direkten Schuss trifft.
Unter Vorhaltwinkel, auch umgangssprachlich Vorhaltewinkel, versteht man die Winkeldifferenz zwischen der Zielrichtung, die für das Treffen des bewegten Ziel notwendig ist, und der Zielrichtung, die notwendig wäre, wenn es sich nicht bewegen würde. Eine Veränderung von Kurs oder Geschwindigkeit des Ziels kann auch bei korrekt gewähltem Vorhalt zum Verfehlen des Ziels führen.
Noch während des Ersten Weltkriegs nutzte man einfache mechanische Hilfsmittel, wie Rechenschieber, auch Torpedorechenscheibe genannt, um den nötigen Torpedokurs zu ermitteln. Etwas später, kurz vor und während des Zweiten Weltkriegs, wurden hierzu Analogrechner verwendet, die sich innen im Turm des U-Boots unterhalb der Kommandobrücke befanden.
Jedes U-Boot war auch im Zweiten Weltkrieg noch mit einer sogenannten Vorhalttabelle ausgestattet, um bei Ausfall des Rechners weiterhin kampffähig zu sein.

### Vorhaltrechner

#### Internationale Entwicklung
Neben der deutschen Marine verwendeten auch noch die amerikanische, britische und japanische Marine elektronische Geräte, um den Vorhaltwinkel automatisch zu ermitteln. Der Vorhaltrechner der US Navy, der TDC Mark III, galt dabei als das fortschrittlichste System. Es war einerseits dazu in der Lage, den Vorhaltewinkel zu errechnen, andererseits konnte er die Bewegung des anvisierten Ziels auf Basis der eingegebenen Daten verfolgen. Das erste U-Boot, das mit einem TDC Mark III ausgestattet wurde, war die USS Tambor, das erste und namensgebende Boot der Tambor-Klasse. Die Tambor wurde am 3. Juni 1940 in Dienst gestellt und hatte im Vergleich zu den bisherigen U-Booten der US Navy einen vergrößerten Turm, in dem neben dem Periskop nicht nur der neuartige Torpedovorhaltrechner Platz fand, sondern auch die Besatzung des Sonars, deren Daten so dem Besatzungsmitglied, das den TDC bediente, unmittelbar mitgeteilt werden konnten.
Heutzutage verwendet man natürlich, falls überhaupt noch nötig, digitale Computer zur Berechnung. Darüber hinaus werden inzwischen zumeist „intelligente“ (englisch smart) Torpedos eingesetzt, die in der Lage sind, selbstständig ihr Ziel zu suchen und zu finden (siehe auch Torpedo-Zielsuche).

#### Funktionen der deutschen Torpedovorhaltrechner
Bei Überwasserfahrt wurden feindliche Seefahrzeuge oben auf der Brücke mithilfe einer optischen Visiereinrichtung gesucht und beobachtet. Bei Unterwasserfahrt wurde das Angriffssehrohr benutzt.
Sollte ein Torpedoabschuss erfolgen, waren weitere Einrichtungen erforderlich. Grundsätzlich wurden folgenden technische Einrichtungen für die Erfassung von Parametern verwendet:
- für Überwasserangriffe das U-Boot-Zieloptik (UZO) für die Richtung des Ziels ω in Grad (über den TZR-Geber (Torpedo-Ziel-Richtung und Möglichkeit zur Umschaltung zur Erfassung über Angriffssehrohr) kontinuierlich ermittelt),
- für Unterwasserangriffe oder Überwasserangriffe das Angriffssehrohr für die Richtung des Ziels ω in Grad (über den TZR-Geber (Torpedo-Ziel-Richtung) kontinuierlich ermittelt und Möglichkeit zur Umschaltung zur Erfassung über UZO) und
- Kreiselkompass für den eigenen Kurs.

Die anderen Parameter wurden sowohl über visuelle Schätzungen als auch über manuelle Verfahren, wie das Koppeln, ermittelt.
Der Vorhaltwinkel β setzt sich zusammen aus:
{\displaystyle \beta =\arcsin((vg/vt)\sin \gamma )}
Für die Ermittlung des Vorhaltwinkels β aus den Parametern wurde der Torpedovorhaltrechner eingesetzt. Dieser bestand aus unterschiedlichen Komponenten, u. a. aus der Einheit für die Berechnung des Vorhaltwinkels aus dem Torpedodreieck. Hierfür wurden über Drehknöpfe die Torpedogeschwindigkeit vt (sm pro h), welche abhängig vom Torpedotyp war und z. B. für den Torpedo G7e 30 kn entsprach, und der Quotient aus Ziel- und Torpedogeschwindigkeit vorgewählt. Je nach Ausstattung konnte am Vorhaltrechner nur drei festgelegte Torpedogeschwindigkeiten oder in neueren Varianten Torpedogeschwindigkeiten anhand einer Skala ausgewählt werden. Mit der Vorgabe der Torpedogeschwindigkeit und des Quotienten wurde die Zielgeschwindigkeit angezeigt. Bei späteren Geräten wurden die Anzeigen bzw. die Auswahldrehknöpfe in einem Element zusammengefasst.
Die Zielgeschwindigkeit vG (sm pro h) konnte basierend auf der eigenen bekannten Position einfach durch ein Koppelverfahren ermittelt werden und in den Torpedovorhaltrechner übertragen werden. Grobe Schätzungen waren aus der Höhe der Bugwelle oder dem Schall der gegnerischen Schiffsschraube als Repräsentanz der Motordrehzahl des anzugreifenden Schiffes möglich.
Komplizierter und zeitaufwändiger ist die Ermittlung mittels dem sogenannten Ausdampfen. Hierfür fährt das U-Boot einen Kurs parallel zum anzugreifenden Schiff und ermittelt, wenn das U-Boot die gleiche Geschwindigkeit wie das Schiff erreicht hat, die Zielgeschwindigkeit. Eine weitere Methode ist die Ermittlung anhand der Auswanderung. Hierfür wird die zeitliche Auswanderung gegen einen festen Punkte herangezogen. Dies kann auch anhand der Auswanderung der Peilung erfolgen.
Um die Gleichung oben zu lösen und den Vorhaltwinkel zu errechnen, muss der Lage(n)winkel γ ermittelt werden. Wurde das anzugreifende Schiff mit Ausdampfen in der Zielgeschwindigkeit erfasst, so ist es möglich, danach das U-Boot senkrecht angreifend zu lassen und damit den Lage(n)winkel γ auf 90° zu stellen. Ist die Länge des Ziels bekannt, kann mit der erfassten Länge der Lage(n)winkel errechnet werden. Ebenso ist es möglich den Lage(n)winkel zu schätzen.
Der durch UZO oder Periskop ermittelte Winkel der Schiffspeilung wurde automatisch an den Torpedovorhaltrechner weitergeleitet. Dieser bestimmte daraufhin mit weiteren gespeicherten und den dort einzustellenden Daten des Quotienten aus Ziel- und Torpedogeschwindigkeit und Lage(n)winkel die nötigen Einstellparameter für den Torpedo. Bei Überwasserangriffen peilte der Waffenoffizier, üblicherweise der Erste Wachoffizier, das gegnerische Schiff durch ein Fernglas (U.D.F.) an, das auf der UZO-Säule fixiert war. Die weiteren Daten, die für die Errechnung des Vorhaltewinkels notwendig waren – neben dem Lagewinkel des gegnerischen Schiffes noch dessen Geschwindigkeit und Entfernung – rief der Schütze dem Maaten zu, der im Turm den TVh-Re bediente.  Unterwasserangriffe führte üblicherweise der Kommandant selbst mithilfe des Angriffssehrohrs durch, während der Waffenoffizier für die Bedienung des TVh-Re zuständig war. Zur Identifizierung und zum Einschätzen der Ausmaße der gegnerischen Schiffe konnte der Kommandant in diesem Fall entsprechende Unterlagen, z. B. Erich Gröners „Handelsflotten der Welt“, einsehen. Zudem verfügte das Angriffssehrohr im Gegensatz zum U.D.F. über unterteilte senkrechte und waagerechte Striche, die eine Abschätzung von Entfernungen und Größenverhältnissen erleichterten.
Ein typischer Torpedovorhaltrechner, wie er auf U-Booten der deutschen Kriegsmarine ab 1941 zum Einsatz kam, war das Modell S3 (TVh-Re/S3) der Firma Siemens Apparate und Maschinen GmbH (SAM). Das aus dem U 995 stammende Exemplar ist erhalten. Dieser wurde kontinuierlich modifiziert. So wurden Ende 1942 Endlagenschalter mit Kontrolllampe eingebaut, um Fehler bei der Bedienung erkennbar zu machen. Ebenso wurde zwischen horizontaler und vertikaler Bauweise unterschieden, wodurch die Gehäuseform und damit der innere Aufbau unterschiedlich war. Später wurde auch der sogenannte Blauschalter eingebaut. Dieser ermöglichte es beim Einschalten, dass der aktuell errechnete Wert des Kreiselkompass vom Torpedorechner weiterübermittelt wurde und anschließend das UZO oder das Periskop gedreht werden konnte, ohne neue Werte zu erzeugen. Auch die Anordnung der Instrumente auf dem Torpedovorhaltrechner wurden fortlaufend angepasst.